# Camponotus perroti
Camponotus perroti är en myrart som beskrevs av Auguste-Henri Forel 1897. Camponotus perroti ingår i släktet hästmyror, och familjen myror.

## Underarter
Arten delas in i följande underarter:
- C. p. aeschylus
- C. p. perroti

## Bildgalleri

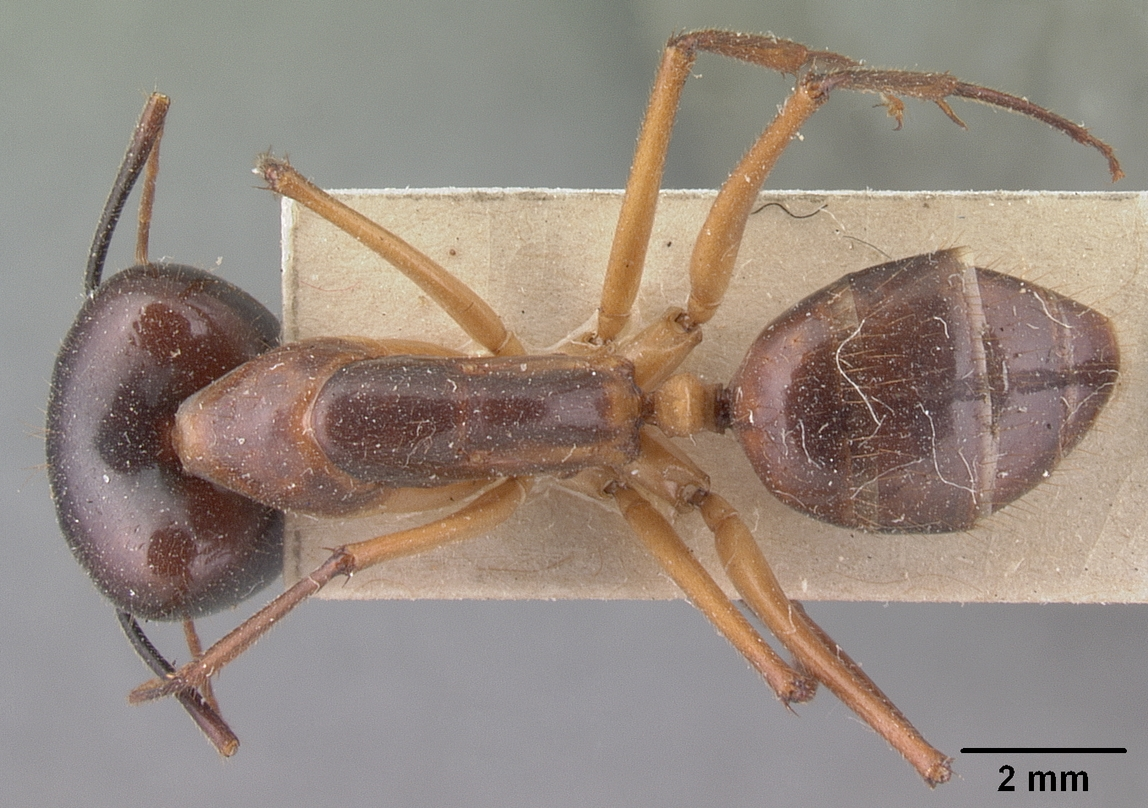
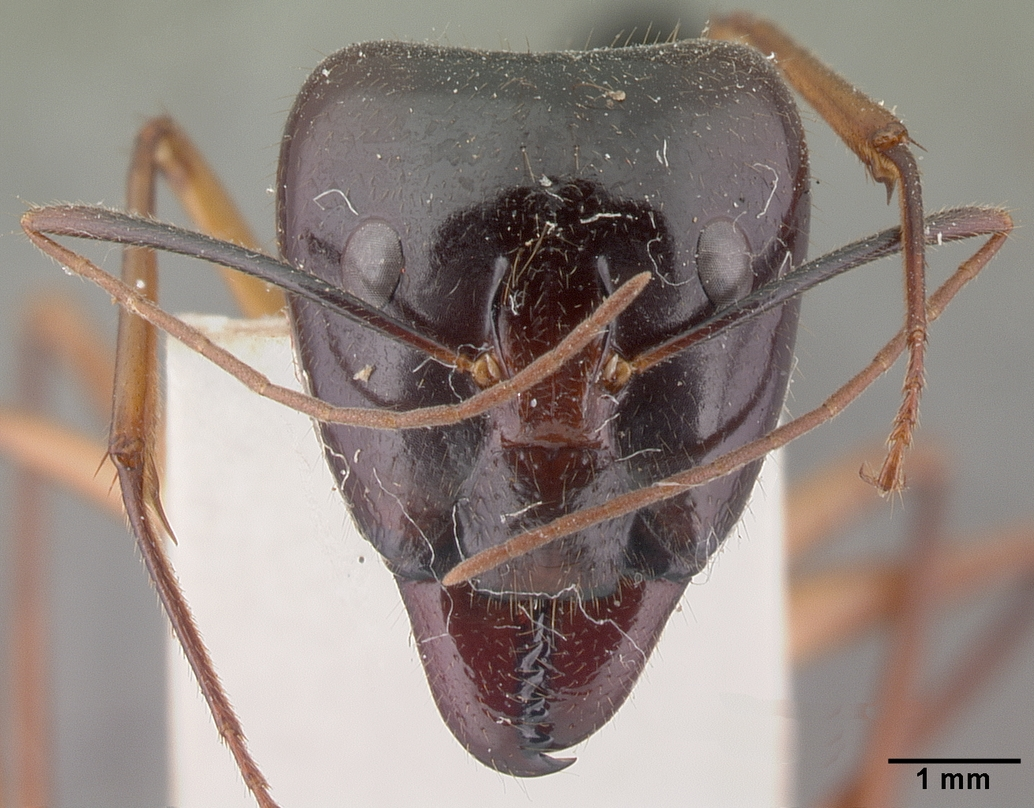
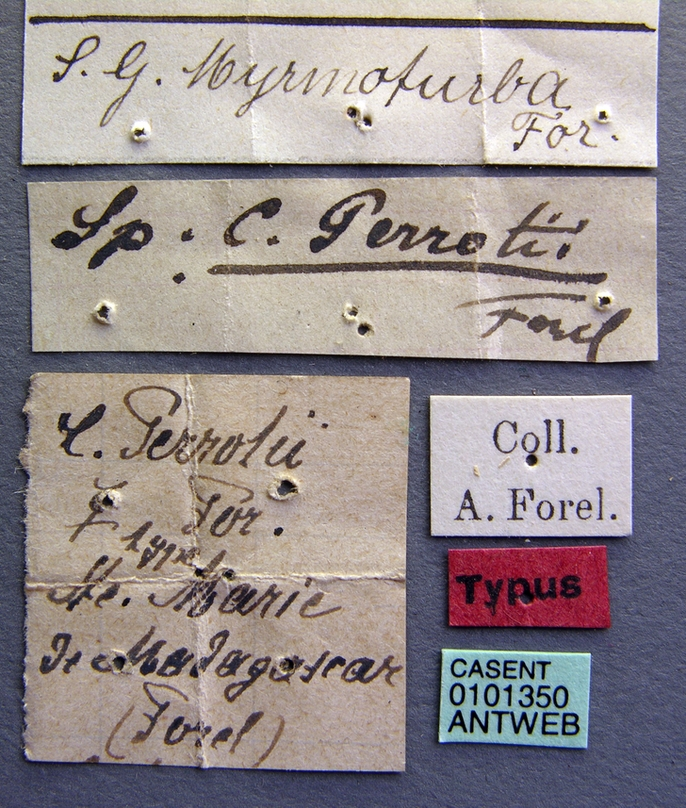
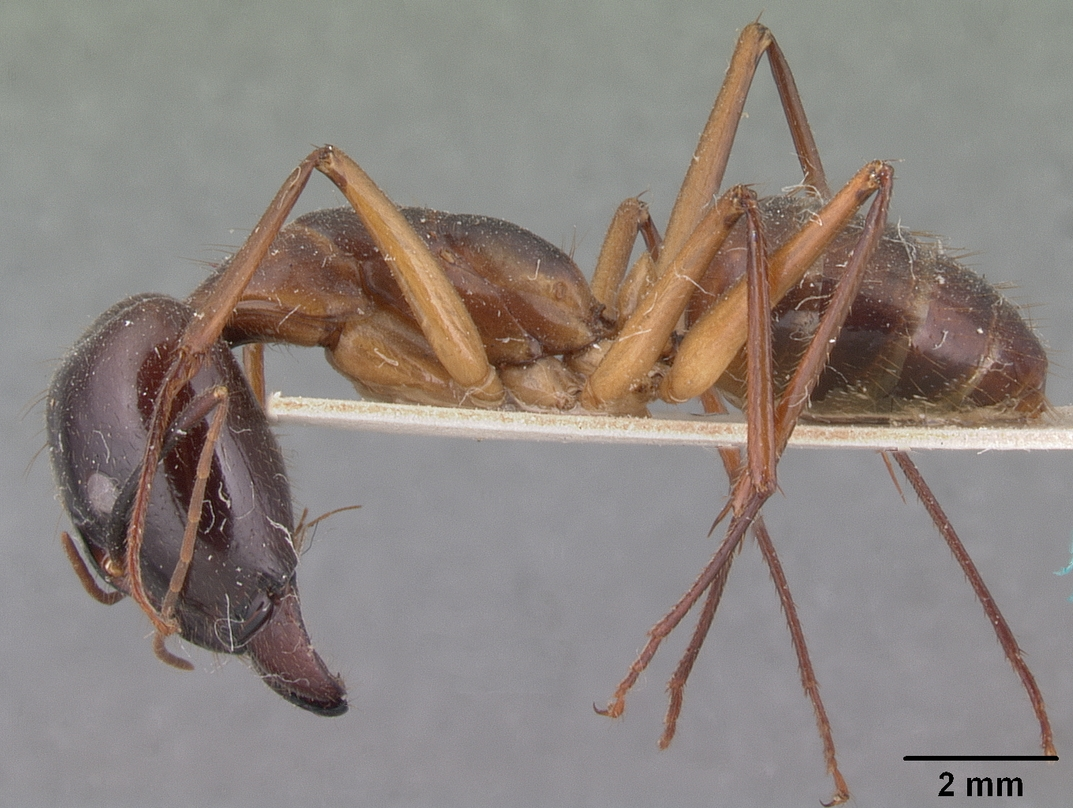
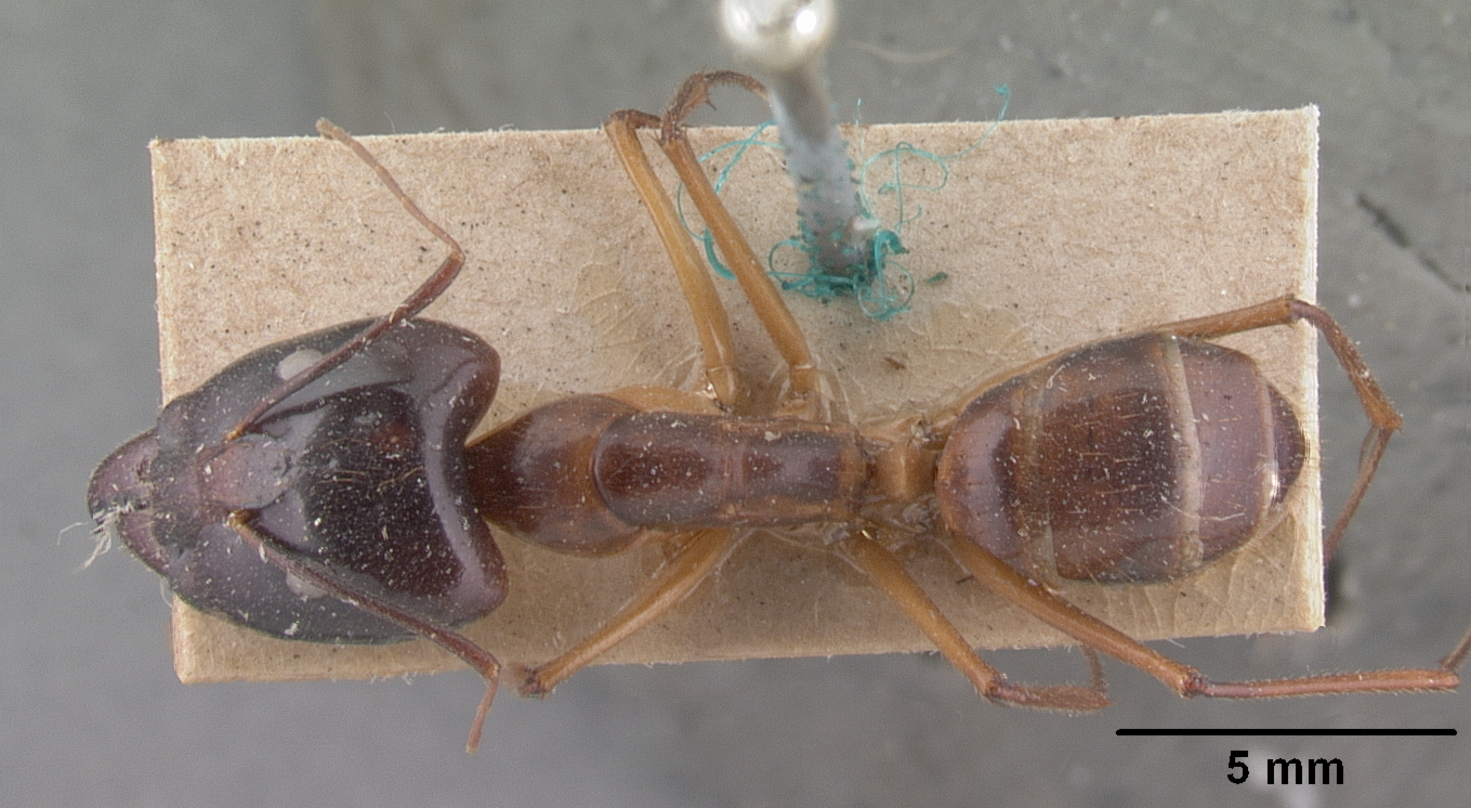
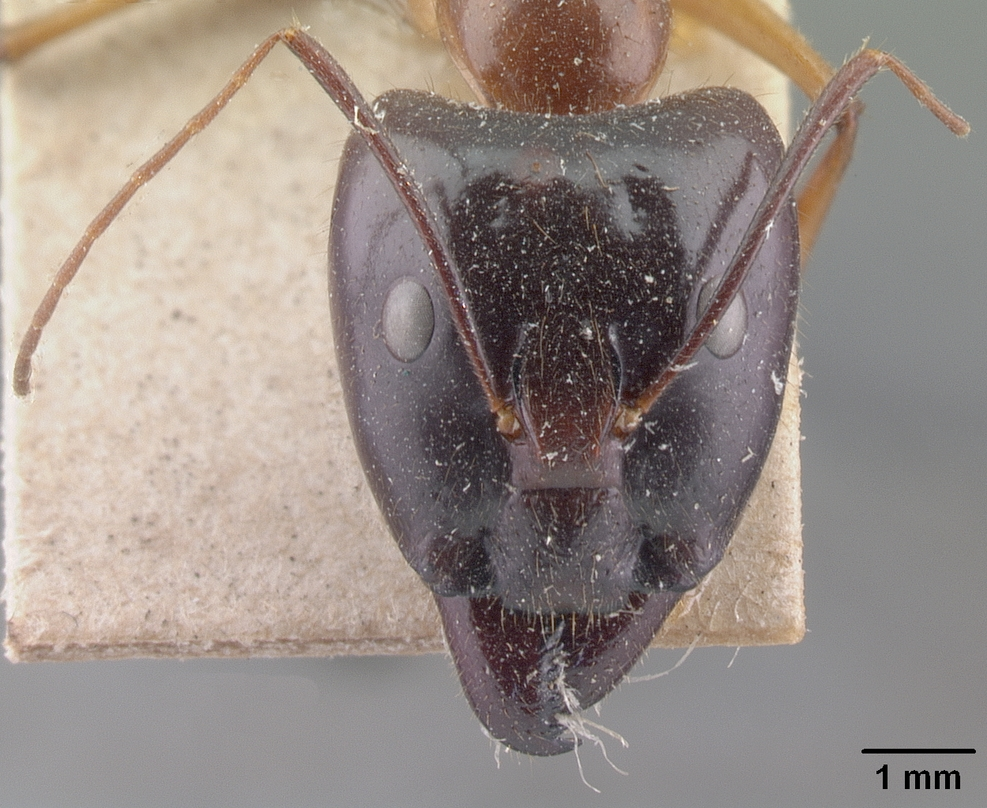